# C.S.G. Comenius
C.S.G. Comenius is een groep van scholen in de Nederlandse stad Leeuwarden met ca. 2500 leerlingen en ruim 160 medewerkers.
De scholengemeenschap is vernoemd naar de theoloog, filosoof en pedagoog Jan Amos Comenius (Amos Komensky), omdat de scholengemeenschap, toentertijd in oprichting, zich kon vinden in de door hem gepubliceerde pedagogische opvattingen.

## Locaties
Zij heeft sinds 2019 haar onderwijs verdeeld over vijf schoolgebouwen.
- Locatie Esdoorn: mavo
- Locatie Groot Mariënburg: havo en atheneum
- Locatie Klein Mariënburg[1]: onderbouw
- Locatie Zamenhof: praktijkonderwijs en vmbo
- Locatie @Forum (sinds 2015): mavo, havo en atheneum.[2] Het heeft ongeveer 350 leerlingen, en is gelegen in Heechterp.
- Locatie Mariënburg Academie (2019-2024): Atheneum 5 en 6. In 2024 is de locatie gesloten.

## Geschiedenis
Op 1 augustus 1993 fuseerden de Christelijke Technische school (LTS), de Marnixschool (LEAO), de Prinses Marijkeschool (LHNO), de Groen van Prinstererschool (MAVO), de Tjerk Wallesschool (MAVO), de Willem Frederikschool (MAVO) en het Lienward College (HAVO/VWO) tot C.S.G. Comenius. Het Christelijk Gymnasium Beyers Naudé is een zelfstandig onderdeel van C.S.G. Comenius.
Per 1 augustus 2001 kwam er een afdeling speciaal onderwijs bij: een deel van de Hoferschool (SVO/LOM) en van de Da Costaschool (MLK) werd aan de scholengemeenschap verbonden. Het svo/lom-deel werd gehuisvest op de Brandemeer, het mlk-deel op de Schieringerweg: het praktijkonderwijs. Momenteel krijgen al deze leerlingen onderwijs op de nieuw gebouwde locatie Zamenhof (2009).